# International Opera Awards 2021
Die International Opera Awards 2020/21 sind die achte Verleihung der International Opera Awards. Die Nominierungen wurden am 5. Februar 2020 bekanntgegeben, die Verleihung sollte ursprünglich am 4. Mai 2020 im Theater Sadler’s Wells in London stattfinden. Aufgrund der COVID-19-Pandemie wurde die Verleihung im März 2020 auf den 21. September 2020 verschoben. Im August 2020 erfolgte die erneute Verschiebung, dieses Mal auf unbestimmten Zeitpunkt.
Mit der Deutschen Oper am Rhein (Kategorien Erziehung und Wirkung, Neuinszenierung und Uraufführung) sowie dem Teatro Real (Kategorien Opernhaus, Orchester und Uraufführung) wurden zwei Opernhäuser in je drei Kategorien nominiert.
Die Preisträger wurden schließlich am 10. Mai 2021 bekanntgegeben.

## Preisträger und Nominierte 2020/21
| Kategorie                                   | Preisträger                                                                         | Weitere Nominierte |
| ------------------------------------------- | ----------------------------------------------------------------------------------- | --- |
| Sänger                                      | Javier Camarena                                                                     | - Carlos Álvarez - Stephen Gould - René Pape - George Petean - Russell Thomas |
| Sängerin                                    | Lise Davidsen                                                                       | - Maria Agresta - Christine Goerke - Kate Lindsey - Lisette Oropesa - Elza van den Heever |
| Dirigent                                    | Kirill Petrenko                                                                     | - Alain Altinoglu - Riccardo Frizza - Edward Gardner - Oksana Lyniv - Joana Mallwitz |
| Chor                                        | Metropolitan Opera                                                                  | - Deutsche Oper - Opera Vlaanderen - Royal Danish Opera - Welsh National Opera - Teatro Verdi, Triest |
| Orchester                                   | Bayerische Staatsoper                                                               | - La Fenice - Le Concert d’Astrée - Oper Leipzig - Opera Vlaanderen - Teatro Real |
| Regie                                       | Robert Carsen                                                                       | - Valentina Carrasco - Paul Curran - Lotte de Beer - Lydia Steier - Graham Vick |
| Ausstattung                                 | Małgorzata Szczęśniak                                                               | - Lizzie Clachan - Aleksandar Denić - Alban Ho Van - Christian Schmidt - Raimund Orfeo Voigt |
|                                             |                                                                                     | |
| Opernhaus                                   | Teatro Real                                                                         | - Finnische Nationaloper - La Monnaie - Oper Frankfurt - Opéra Comique - Royal Opera House |
| Festival                                    | Salzburger Festspiele                                                               | - Donizetti Opera Festival, Bergamo - Festival Castell de Peralada - George Enescu Festival, Bucharest - Macerata Opera Festival - O19, Opera Philadelphia |
|                                             |                                                                                     | |
| Neuinszenierung                             | Rimski-Korsakow: Das Märchen vom Zaren Saltan Regie: Dmitri Tcherniakov, La Monnaie | - Händel: Agrippina, Regie: Barrie Kosky, Bayerische Staatsoper / Royal Opera House - Tschaikowski: Pique Dame, Regie: Lydia Steier, Deutsche Oper am Rhein - Tschaikowski: Die Zauberin, Regie: Andriy Zholdak, Opéra de Lyon - Wagner: Tannhäuser, Regie: Tobias Kratzer, Bayreuther Festspiele - Wolf-Ferrari/Tschaikowski: Il segreto di Susanna / Jolanthe, Regie: John Wilkie / Olivia Fuchs, Opera Holland Park |
| Wiederentdeckung                            | Moniuszko: Paria Posener Oper                                                       | - Gomes: Lo schiavo, Teatro Lirico di Cagliari - Heise: König und Marschall (Drot og Marsk), Royal Danish Opera - Lully: Isis, Les Talens Lyriques - Magnard: Guercœur, Theater Osnabrück - Paër: Agnese, Teatro Regio di Torino - Sacrati: La finta pazza, Opéra de Dijon - Storace: Gli sposi malcontenti, Bampton Classical Opera                                                                                   |
| Uraufführung verliehen von The Vineyard     | Detlev Glanert: Oceane Deutsche Oper Berlin                                         | - Raquel García-Tomás: Je suis narcissiste, Teatro Real - Elena Kats-Chernin: Whiteley, Opera Australia - Stuart MacRae: Anthropocene, Scottish Opera - Akira Nishimura: Asters, New National Theatre Tokyo - Ellen Reid: p r i s m, Beth Morrison Projects - Anno Schreier: Schade, dass sie eine Hure war, Deutsche Oper am Rhein - Philip Venables: Denis & Katya, Opera Philadelphia                               |
|                                             |                                                                                     | |
| Aufnahme (vollständige Oper)                | Thomas: Hamlet Naxos                                                                | - Beethoven: Leonore, Harmonia Mundi - Gounod: Faust, Palazzetto Bru Zane - Moniuszko: Halka, Fryderyk Chopin Institute - Picker: Fantastic Mr. Fox, Boston Modern Orchestra Project - Weill: Street Scene, Bel Air Classiques |
| Aufnahme (Recital)                          | Jakub Józef Orliński: Facce d’amore Erato                                           | - Benjamin Bernheim: Benjamin Bernheim, Deutsche Grammophon - Daniel Behle: Zero to Hero: Mozart, Sony - Emőke Baráth: Voglio cantar, Erato - Julie Fuchs: Mademoiselle, Deutsche Grammophon - Reinoud Van Mechelen: Dumesny: Haut-contre de Lully, Alpha |
|                                             |                                                                                     | |
| Junger Sänger verliehen von Mazars          | Xabier Anduaga Wassilissa Berschanskaja                                             | - Lena Belkina - Lidia Fridman - Teresa Iervolino - Konu Kim - Roberta Mantegna - Zuzana Marková - Chrystal E Williams - Adela Zaharia |
| Reader’s Award verliehen vom Opera Magazine | Jamie Barton                                                                        | - Ildar Abdrasakow - Cecilia Bartoli - Elīna Garanča - Jonas Kaufmann - Karita Mattila - Anna Netrebko - Erwin Schrott - Michael Spyres - Bryn Terfel |
| Newcomer                                    | Alpesh Chauhan, Dirigent                                                            | - Andrea Bernard, Regisseur - Finnegan Downie Dear, Dirigent - Marie Jacquot, Dirigentin - Louisa Muller, Regisseurin - Dariusz Przybylski, Komponist |
| Erziehung und Wirkung                       | Birmingham Opera Company                                                            | - Blackheath Halls Community Opera - Deutsche Oper am Rhein - La Fenice - Opera North - Theater an der Wien |
| Lebensleistung                              | Bernard Haitink                                                                     | |
| Opera for Peace Prize                       | Denyce Graves                                                                       | |
| Leadership                                  | David Pountney                                                                      | |
| Philanthropie                               | Martina Arroyo Foundation                                                           | |